# Szabó T. Attila
Szabó T(örpényi) Attila (Fehéregyháza, 1906. január 12. – Kolozsvár, 1987. március 3.) erdélyi magyar nyelvész, történész, irodalomtörténész, néprajzkutató,a Magyar Tudományos Akadémia tiszteleti tagja. 

## Élete
A Szabó család a szolnok-dobokai Felsőcsőszről származik, az anyai ági Bartók család pedig a sepsiszentiványi Bartók famíliából, mely az 1700-as évek elején Désaknán telepedett le. A szülők, Szabó T(örpényi) Károly okleveles gazdatiszt és Bartók Ida tanítónő, Désen kötöttek házasságot, majd Fehéregyházára költöztek. Öt gyermekük született, köztük egy ikerpár: a későbbi nyelvész, Attila és Judit. 
Az édesapja 1907-ben bekövetkezett halála után a család Désre költözött. Szabó T. Attila előbb a dési gimnáziumban, majd a kolozsvári református kollégiumban tanult. 1924-től református teológián lelkészi végzettséget szerzett, az 1927/28-as tanévben a Rockefeller Alapítvány ösztöndíjasaként Edinburgh és St. Andrews egyetemein hallgatott teológiai előadásokat. Erdélybe visszatérve Kutyfalván szolgált helyettes lelkészként, egyidejűleg a Degenfeld családnál vállalt nevelői munkát, és ugyanitt helyettes lelkész is volt.  A kolozsvári I. Ferdinánd Egyetemen magyar-angol szakos tanári diplomát szerzett. Egyetemi tanulmányai során négy kiváló kolozsvári tudós volt rá hatással: Kelemen Lajos, Csűry Bálint, György Lajos és Kristóf György.
1930-tól helyettes középiskolai tanár volt a nagyenyedi Bethlen Gábor Kollégiumban, majd 1933 és 1936 között Zilahon a Wesselényi Miklós Kollégiumban. Bár 1931-ben Nagyenyeden tanított, már ekkor tevékenyen részt vett az Erdélyi Múzeum-Egyesület életében is. 1934-ben a Kéziratos énekeskönyveink és verses kézirataink a XVI-XIX. században című értekezésével a debreceni Tisza István Tudományegyetemen doktori fokozatot nyert. 1936-ban tért vissza Kolozsvárra, ahol az Erdélyi Múzeum-Egyesület levéltári kutatójaként Kelemen Lajos mellett dolgozott. 1940-ben a kolozsvári egyetemen a magyar nyelvészet nyilvános rendkívüli tanárának nevezték ki. Ez az időszak egyike volt legtermékenyebb éveinek, amikor elismert tudóssá vált. Ugyanekkor lett a Magyar Nyelvtudományi Intézet igazgatója, illetve az akkor megalakult Erdélyi Tudományos Intézet Nyelvészeti osztályának a vezetője, valamint az Erdélyi Múzeum-Egyesület igazgató tagja. 1941-ben átvette az Erdélyi Múzeum  szerkesztését, és annak betiltásáig, 1947-ig látta el ezt a feladatot. Kelemen Lajos mellett az Erdélyi Múzeum-Egyesület levéltárában szerzett szakismereteit a későbbiekben bőven kamatoztatja. A levéltár irányításából, szervezéséből is igencsak kiveszi a részét. Kelemen Lajos 1942. július 1-jén nyugdíjba vonul, az új igazgató Szabó T. Attila lesz. Az Erdélyi Múzeum-Egyesület 1950-es erőszakos megszüntetése után a múzeumi szellemet tovább élteti saját alkotóműhelyében. 
1945-ben, a Bolyai Tudományegyetem létrehozásakor a Nyelvtudományi Tanszék vezetője lett. 1952-ben eltávolították az egyetemről, és a Román Akadémia kolozsvári Nyelvtudományi Intézetében a román-magyar nagyszótár szerkesztéséhez osztották be, közben óraadó tanárként tevékenykedett a Protestáns Teológiai Intézetben. 1954-ben visszatérhetett az egyetemre, ahol 1971-ben történt nyugdíjazásáig a magyar nyelvtörténetet adta elő; speciális kollégiumként nyelvjárástörténetet, helyesírástörténetet és névtant is tanított. Közben, 1955 és 1959 között a Román Akadémia kolozsvári Nyelvtudományi Intézetében a magyar nyelvföldrajzi kutatások és egy általános erdélyi magyar nyelvatlasz előkészítésével, a munkálatok vezetésével szintén őt bízták meg.
Nyugdíjazása után 1987-ben bekövetkezett haláláig elsősorban az Erdélyi magyar szótörténeti tár  anyagának bővítésével és szerkesztésével foglalkozott.

## Munkássága
Pályája kezdetén irodalomtörténettel, valamint angol nyelvű versek fordításával foglalkozott. Ehhez a területhez kapcsolódik doktori értekezése is (Kéziratos énekeskönyveink és verses kézirataink a XVI–XIX. században, Zilah, 1934), melyet a debreceni Tisza István Tudományegyetemen védett meg. Ennek előzménye az 1929-ben az Erdélyi Irodalmi Szemlében megjelentetett Az Erdélyi Múzeum Egylet XVI-XIX. századi kéziratos énekeskönyvei (Erdélyi Tudományos Füzetek), illetve 1941-ben ezt egészíti ki az Erdélyi Múzeumban közölt tanulmányában.
Az 1930-as évektől kezdődően a nyelvészet irányába fordult, és három részterületen tevékenykedett: (történeti) nyelvjáráskutatás, történeti névtan és nyelvtörténet. Nagyenyedi és zilahi tanárkodása idején iskolai elfoglaltsága mellett mindkét városban településtörténeti kutatásokat végzett a történeti helynevek alapján: Adatok Nagyenyed XVI–XX. századi helyneveinek ismeretéhez (Erdélyi Múzeum 1933: 212–242); Zilah helynévtörténeti adatai a XVI–XX. században (Erdélyi Tudományos Füzetek, Torda, 1936). Érdeklődését elsősorban a mikrotoponimák keltették fel, és ezek alapján fejtette ki elsőként egy, már az 1930-as évek elején közzétett módszertani tanulmányában (A helynévgyűjtés jelentősége és módszere, Magyar Nyelv 1934. 160-180.), illetve korábban a Miért és hogyan gyűjtsünk helyneveket? (Erdélyi Iskola. V. évf. (1937–1938) 1–8. sz., ill. Népművelési Füzetek, 4., Gloria Nyomda. Cluj–Kolozsvár, 1938) című cikksorozatában a mikrotoponimák gyűjtésének és feldolgozásának jelentőségét. Ezek alapján a magyar tudományosság a helynévkutatás erdélyi kezdeményezőjének, illetve az 1960–70-es évektől kibontakozó magyarországi országos helynévgyűjtés korai példaadójának tekinti. 1934-ben megjelentetett módszertani tanulmányával elnyerte a Magyar Tudományos Akadémia Sámuel–Kölber-díját. Helynévgyűjtéseit kezdetben  Kolozs, illetve Szolnok-Doboka vármegye  területén végzi, és az 1940-es években a terepen gyűjtő tanítványával, Gergely Bélával több tanulmányt is közzétesznek az Erdélyi Tudományos Intézet Évkönyveiben.  Amikor a helyszíni helynévkutatás rövid időre megbénul, Szabó T. Attila a történeti, levéltári adatokat kezdte összegyűjteni, s ezekből az adatokból létrehozott egy erdélyi helynévtörténeti adattárat.
A mintegy 650 000 adatot tartalmazó, megyénként rendszerezett erdélyi helynévtörténeti adattárának anyagát halála előtt az Országos Széchényi Könyvtárban helyezte el, de kiadását nem érhette meg. A teljes anyag feldolgozását 2001 és 2010 között végezték el  Hajdú Mihály  és munkatársai, és Szabó T. Attila Erdélyi Történeti Helynévgyűjtése (ETH) címen adták ki 11 kötetben. A helynévgyűjtemény a 14–20. századból származó, írott forrásokból gyűjtött történeti helyneveket tartalmazza, szövegkörnyezetükkel együtt. Ebből az anyagból készült el az Erdélyi Helynévtörténeti Adattár és Interaktív Névföldrajzi Atlasz (EHA), amelyet Bárth M. János szerkesztett.
Szabó T. Attila nyelvészeti kutatásainak fő iránya az 1940-es évektől kezdve Erdély élő névanyagának rendszeres összegyűjtése és azok egyeztetése a történeti levéltári adatokkal, illetve Erdély nyelvjárásainak nyelvföldrajzi felmérése volt. Márton Gyulával és Gálffy Mózessel közös munkája, a Huszonöt lap "Kolozsvár és vidéke népnyelvi térképé"-ből az első magyar nyelvatlasz-kiadvány. Szintén hármójuk munkájaként készült el 1969-re A moldvai csángó nyelvjárás atlasza, amely akkor a cenzúra miatt nem jelenhetett meg. Szabó T. Attila nyelvjárási tanulmányai a Nyelv- és Irodalomtudományi Közlemények, a  Magyar Nyelv a Magyar Nyelvőr hasábjain jelentek meg, illetve feldolgozta a csángó nyelvjárásgyűjtés előzményeit is (A moldvai csángó nyelvjáráskutatás története. Magyar Nyelvjárások 1959: 3–41).
Ezekhez adódott hozzá az 1940-es évek közepén az erdélyi oklevélszótár anyagának gyűjtése, amely végül Erdélyi magyar szótörténeti tár címen jelent meg. A szótörténeti tár a 15. század közepe és a 19. század vége közötti időszakból a történeti Erdély, Kővárvidék és Máramaros iratanyagából (birtok- és szolgálatösszeírások, végrendeletek, osztálylevelek, kelengye- és tárgylajstromok, vallatási jegyzőkönyvek, csere- és adásvételi iratok, nyugták, költségjegyzékek, körlevelek, egyházlátogatási, törvénykezési, városi, falusi, széki jegyzőkönyvek, anyakönyvek, jobbágykezeslevelek, naplók) gyűjtött adatokat tartalmaz, amelynek anyagát azonban Szabó T. Attilának  csak részben sikerült feldolgoznia; életében összesen az első négy kötet jelent meg. A munkát munkatársai, volt tanítványai, illetve az ifjabb nyelvésznemzedék folytatta, és a 14. kötet 2014-ben való megjelenésével a mintegy másfél millió adatot feldolgozó szótár szerkesztése lezárult.
Szabó T. Attila – Farczády Elek felkérésére – vállalta a marosvásárhelyi Teleki–Bolyai Könyvtár  Koncz kódexében általa felfedezett magyar nyelvemlék, a Marosvásárhelyi Sorok és a Marosvásárhelyi Glosszák közzétételét , amely három kiadást is megért, ezek közül legteljesebb a vitákból és elemzésekből leszűrt tanulságokat is hasznosító harmadik kiadás (bevezetéssel és jegyzetekkel közzéteszi Farczády Elek és Szabó T. Attila, Kriterion, Bukarest, 1973).
Emellett a kolozsvári egyetem nyelvtudományi tanszékén – a sajátos erdélyi helyzetből adódóan – a nyelvészek a magyar nyelvet ért román hatást is vizsgálták. Ezek keretében Szabó T. Attila, B. Gergely Piroskával, Kósa Ferenccel  és Zsemlyei Jánossal  megszerkesztette A magyar nyelv feudalizmuskori román kölcsönszavai, sajnos kéziratban maradt monográfiát.  
Szabó T. Attila szerkesztette az Erdély (1938–39), az Erdélyi Múzeum (1941–47) című folyóiratokat, illetve az Erdélyi Tudományos Füzetek (1941-47) és Magyar Népnyelv (1941-43) című kiadványokat. Tanulmányai az Erdélyi Múzeum, a Nyelv- és Irodalomtudományi Közlemények, a Korunk, a Magyar Nyelv, a Magyar Nyelvőr, a Magyar Nyelvjárások, az Ethnographia, illetve az Irodalomtörténeti Közlemények hasábjain jelentek meg.
Műveinek bibliográfiáját felesége, Csáti Éva állította össze.

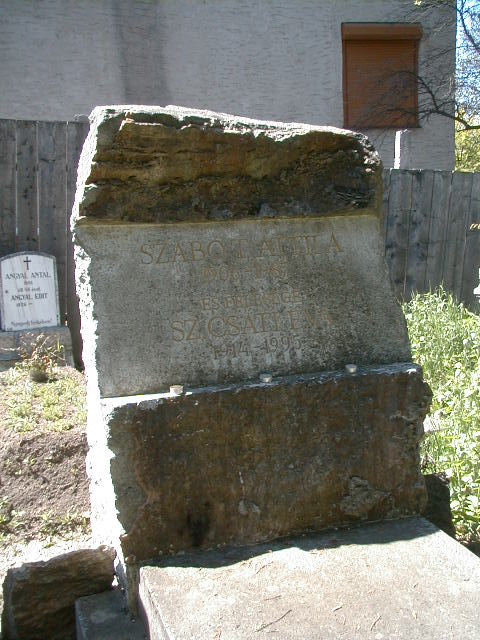
Szabó T. Attila sírja Kolozsvárott, a Házsongárdi temetőben.

### Főbb művei
- Az Erdélyi Múzeum Egylet XVI-XIX. századi kéziratos énekeskönyvei (Lapkiadó Nyomdai Műintézet Rt., Kolozsvár, 1929, Erdélyi Tudományos Füzetek) (REAL-EOD)
- Az Erdélyi Múzeum Vadadi Hegedüs-kódexe (Lapkiadó Nyomdai Műintézet Rt., Kolozsvár, 1931, Erdélyi Tudományos Füzetek)
- Közép-Szamos vidéki határnevek (Erdélyi Múzeum-Egyesület, Királyi Magyar Egyetemi Nyomda, Kolozsvár, 1932, Erdélyi Tudományos Füzetek)
- Adatok Nagyenyed XVI-XX. századi helyneveinek ismeretéhez. (Erdélyi Múzeum 1933: 212-242)
- Kéziratos énekeskönyveink és verses kézirataink a XVI-XIX. században (Füssy József könynyomdája, Zilah, 1934)
- A helynévgyűjtés jelentősége és módszere (Magyar Nyelv, 1934: 160-180)
- Zilah helynévtörténeti adatai a XIV-XX. században (Füssy Könyvnyomdai Műintézet, Torda, 1936, Erdélyi Tudományos Füzetek)
- Dés helynevei (Füssy Irodalmi és Nyomdai Műintézet, Torda, 1937)
- Niriș-Szásznyíres település-, népiség-, népesedés- és helynévtörténeti viszonyai a XIII-XX. században (Erdélyi Múzeum 1937: 131-146)
- Kelemen Lajos tudományos munkásságának negyven éve (1894–1937) (Minerva Nyomda, Kolozsvár, 1938
- Miért és hogyan gyűjtsük a helyneveket? (Gloria Könyvnyomda, Kolozsvár, 1938, Népművelési Füzetek)
- Magyarországi és erdélyi urak. Pálffy János emlékezései (I-II.,Erdélyi Szépmíves Céh, Kolozsvár, 1939)
- Levéltári adatok faépítészetünk történetéhez (I-II., Kolozsvár, 1939, Erdélyi Tudományos Füzetek)
- Bábony története és települése (Minerva Nyomda, Kolozsvár, 1939 Erdélyi tudományos füzetek)
- Gyergyói helynevek a XVII-XIX. századból (Egyetemi Magyarságtudományi Intézet, Bp., 1940)
- A személynevek helyneveinkben (Debreceni Egyetem Magyar Nyelvtudományi Intézete, Debrecen, Magyar Népnyelv, 1940:81-123)
- A kalotaszegi nagybirtokok jobbágyságának szolgáltatása és adózása. 1640-1690 (Minerva Nyomda, Kolozsvár, 1940 Erdélyi tudományos füzetek)
- Újabb adatok és pótlások kéziratos énekeskönyveink és verses kézirataink könyvészetéhez (Minerva nyomda, Kolozsvár, 1941, Erdélyi tudományos füzetek)
- Az Erdélyi Múzeum-Egyesület története és feladatai (Erdélyi Múzeum-Egyesület, Kolozsvár, 1942)
- Dés települése és lakossága (Erdélyi Múzeum-Egyesület, Kolozsvár, 1943, Erdélyi Tudományos Füzetek)
- A magyar helynévkutatás a XIX. században (Minerva Irodalmi és Nyomdai Műintézet, Kolozsvár, 1944, Erdélyi Tudományos Füzetek)
- A szolnok-dobokai Tőki völgy helynevei (Erdélyi Múzeum-Egyesület, Kolozsvár, 1945, Erdélyi Tudományos Füzetek)
- Kolozsvár települése a XIX. század végéig (Kolozsvári Bolyai Tudományegyetem – Erdélyi Tudományos Intézet, Kolozsvár, 1946)
- Az "Erdélyi helynévtörténeti adattár" és az erdélyi helynévkutatás néhány kérdése (Magyar Nyelv 1958: 503-509)
- Előzetes jegyzetek román eredetű kölcsönszavaink középmagyarkori rétegéhez (Studia Universitatis Babes-Bolyai. Series Philologica. Fasc. 2, 1962: 13-30)
- A kolozsvári becenevek a XVI-XIX. században (Akadémiai Kiadó, Budapest, 1968 Nyelvtudományi értekezések)
- Haja, haja virágom. Virágénekek; sajtó alá rend., bev. Szabó T. Attila (Irodalmi Könyvkiadó, Bukarest, 1969)
- Anyanyelvünk életéből (Bukarest, 1970) (MEK)
- A szó és az ember (Kriterion Könyvkiadó, Bukarest, 1971 Válogatott tanulmányok, cikkek)
- Kriza János. Antal Árpád, Faragó József, Szabó T. Attila három tanulmánya; 2. átdolg. kiad. (Dacia Könyvkiadó, Kolozsvár, 1971)
- Nyelv és múlt (Kriterion Könyvkiadó, Bukarest, 1972 Válogatott tanulmányok, cikkek)
- Erdélyi magyar szótörténeti tár(1975–2014) (I–IV. Kriterion Könyvkiadó, Bukarest; VI–VIII. Akadémiai Könyvkiadó – Kriterion Könyvkiadó, Budapest–Bukarest; IX–XII. Akadémiai Könyvkiadó – Erdélyi Múzeum-Egyesület, Budapest–Kolozsvár; XIII–XIV. Erdélyi Múzeum-Egyesület, Kolozsvár)
- Nép és nyelv (Kriterion Könyvkiadó, Bukarest, 1980, Válogatott tanulmányok, cikkek)
- Nyelv és irodalom (Kriterion Könyvkiadó, Bukarest, 1981, Válogatott tanulmányok, cikkek)
- Tallózás a múltban (Kriterion Könyvkiadó, Bukarest, 1985, Válogatott tanulmányok, cikkek)
- Nyelv és település; vál., sajtó alá rend. Szabó T. Ádám (Kriterion könyvkiadó, Bukarest, 1988, Válogatott tanulmányok, cikkek)
- Erdélyi magyar történeti helynévmutató; Szabó T. Attila hagyatéka alapján összeáll. Szabó T. Ádám (ELTE, Budapest, 1994 Magyar névtani dolgozatok)
- Szabó T. Attila erdélyi történeti helynévgyűjtése, 1-15 (Magyar Nyelvtudományi Társaság, Bp., 2001-2010)[2]

### Szerkesztései
- Kristóf György Emlékkönyv (1939)
- Kelemen Lajos-emlékkönyv (1947, 1957)
- Erdély magyar egyeteme. Az erdélyi egyetemi gondolat és a M. Kir. Ferenc József Tudományegyetem története; szerk. Bisztray Gyula, Szabó T. Attila, Tamás Lajos; Erdélyi Tudományos Intézet, Kolozsvár, 1941
- Szolnok-Doboka magyarsága; szerk. Szabó T. Attila; s.n., Dés–Kolozsvár, 1944

### Fontosabb társszerzős munkák
- A Marosvásárhelyi Sorok és a Marosvásárhelyi Glosszák; bev., jegyz. Farczády Elek, Szabó T. Attila (Kriterion Könyvkiadó, Bukarest, 1973)
- A Dobokai völgy helynevei; bev., jegyz. Szabó T. Attila, Gergely Béla (Erdélyi Tudományos Intézet, Kolozsvár, 1946)
- Gergely Béla – Szabó T. Attila: A Kolozs megyei Borsa-völgy helynevei. (Erdélyi Tudományos Intézet, Kolozsvár, 1944)
- Kalotaszeg helynevei I. Adatok (Erdélyi Tudományos Intézet, Kolozsvár, 1942, Gergely Bélával)
- Palotay Gertrúd – Szabó T. Attila: Ismeretlenebb erdélyi magyar hímzéstípusok (Néprajzi Múzeum, Budapest, 1940, A Néprajzi Múzeum füzetei)
- Palotay Gertrúd – Szabó T. Attila: Mezőségi magyar hímzések (Erdélyi Múzeum-Egyesület, Kolozsvár, 1943, Erdélyi tudományos füzetek)
- Szabó T. Attila – Gálffy Mózes – Márton Gyula: Huszonöt lap „Kolozsvár és vidéke népnyelvi térképé”-ből (Erdélyi Múzeum-Egyesület, Kolozsvár, 1944, Erdélyi Tudományos Füzetek)

### Díjai, elismerései
1971-ben a helsinki Finnugor Társaság és a Magyar Nyelvtudományi Társaság tiszteleti taggá választotta, 1975-ben az Erdélyi Magyar Szótörténeti Tár első kötetének megjelenésekor a Román Akadémia Cipariu-díját nyerte el. 1977-ben a Magyar Tudományos Akadémia tiszteleti tagja lett. 1981-ben a Magyar Néprajzi Társaság Györffy István-emlékéremmel, a Magyar Nyelvtudományi Társaság Pais Dezső-díjjal tüntette ki, 1982-ben a Korunk Bolyai-díját vehette át. 1986-ban díszdoktorává avatta a debreceni Kossuth Lajos Tudományegyetem.   Halála után, 1987-ben neki ítélték a Bethlen Gábor-díjat is.

## Családja
Felesége, Csáti Éva (1914–1996) fogorvos volt.
Három fiuk született: Szabó T. Ádám nyelvész, művelődéstörténész, Szabó T. E. Attila biológus és Szabó T. Áron mérnők. Unokája Szabó T. Anna költő. (Attila lánya) és Szabó T. Annamária Ulla nyelvész (Ádám lánya).